# Amistad (film)
Amistad er en amerikansk historisk film fra 1997 instrueret og produceret af Steven Spielberg. Filmen er baseret på de virkelige begivender omkring opbringningen af det spanske slaveskib La Amistad i 1839. Amistad har bl.a. Djimon Hounsou, Morgan Freeman og Anthony Hopkins på rollelisten.

## Medvirkende
- Morgan Freeman
- Nigel Hawthorne
- Anthony Hopkins
- Djimon Hounsou
- Matthew McConaughey
- David Paymer
- Pete Postlethwaite
- Stellan Skarsgård
- Razaaq Adoti
- Abu Bakaar Fofanah
- Anna Paquin
- Tomas Milian
- Chiwetel Ejiofor
- Derrick N. Ashong
- Geno Silva
- Arliss Howard

## Ekstern henvisning
- Amistad på Internet Movie Database (engelsk)
- Amistad på Filmdatabasen
- Amistad på Scope
- Amistad i Svensk Filmdatabas (svensk)
- Amistad på AlloCiné (fransk)
- Amistad på MovieMeter (nederlandsk)
- Amistad på AllMovie (engelsk)
- Amistad hos American Film Institute (engelsk)
- Amistads profil hos Encyclopædia Britannica Online (engelsk)
- Amistad på Turner Classic Movies (engelsk)

1. ↑  Navnet er anført på engelsk og stammer fra Wikidata hvor navnet endnu ikke findes på dansk.